# Мими Белете
Мими Белете (род. 9 июня 1988, Аддис-Абеба) — бахрейнская легкоатлетка эфиопского происхождения, бегунья на средние и длинные дистанции, участница двух летних Олимпийских игр, победительница Азиатских игр 2010 года.

## Спортивная биография
В юности Мими Белете вместе со своей младшей сестрой иммигрировала из Эфиопии в Бельгию. Здесь юная легкоатлетка активно начала заниматься бегом и стала выступать на различных соревнованиях. Так в 2007 году она выступила на мемориале Ван Дамме, а через два года стала победительницей Еврокросса. В 2009 году Белете сменила гражданство и переехала в Бахрейн. С первого же года выступлений за азиатскую страну Белете начала участвовать в крупнейших международных соревнованиях. На чемпионате мира 2009 года в Берлине Мими преодолела предварительный раунд в беге на 1500 метров, но выбыла из борьбы за медали уже на стадии полуфинала. Свою первую медаль Белете завоевала в конце 2009 года, став второй на азиатских играх в помещении.
В 2010 году Белете повторила свой успех, вновь став первой в Еврокроссе. В конце года бахрейнская бегунья стала обладательницей сразу двух медалей Азиатских игр. На дистанции 1500 метров Белете стала третьей, а на 5000 метров Мими пришла к финишу первой. На чемпионате мира 2011 году в южнокорейском Тэгу Белете уверенно преодолела все квалификационные этапы и вышла в финал. В решающем забеге Мими, показав время 4:07,60, заняла 7-е место.
Летом 2012 года Белете приняла участие в летних Олимпийских играх 2012 года в Лондоне. В первом раунде бега на 1500 метров Мими пробилась в пятёрку лучших и вышла в следующий рануд олимпийского турнира. В полуфинальном забеге Белете всю дистанцию шла в лидирующей группе, но на финише она не смогла сделать необходимое ускорение и закончила дистанцию лишь 8-й, а поскольку темп бега был не очень высоким, то и по времени Мими не смогла квалифицироваться в финал. В 2013 году Белете стала второй на континентальном первенстве, а на чемпионате мира в Москве бахрейнская легкоатлетка вновь не смогла пробиться в финал.
На Азиатских играх 2014 года Белете вновь стала обладательницей двух наград. И на 1500 метров, и на 5000 Мими завоевала серебряные награды, оба раза уступив своей соотечественнице Мариам Юсуф Джамал. На чемпионате мира 2015 года Белете выступила только на дистанции 5000 метров. Полуфинальный раунд Мими преодолела с 3-м результатом в своём забеге. Финал соревнований сложился для Белете довольно тяжело. Уже на первой половине дистанции она отвалилась от лидирующей группы и в итоге пришла к финишу только 11-й.
В 2016 году приняла участие в летних Олимпийских играх в Рио-де-Жанейро. Бахрейнская бегунья выступила на дистанции 5000 метров. Белете стартовала во втором предварительном забеге, где с результатом 15:29,72 заняла лишь 10-е место и выбыла из борьбы за медали. После окончания Игр продолжила выступления в марафонских и полумарафонских забегах. В 2018 году стала бронзовым призёром Гамбургского марафона.

## Допинг
Летом 2010 года в крови Мими Белете был найден Сальбутамол. Но поскольку это вещество не улучшает результаты, спортсменка избежала дисквалификации.

## Личная жизнь
Младшая сестра — Альменш Белете, которая вместе с Мими иммигрировала из Эфиопии в Бельгию, также, как и старшая сестра, является профессиональной бегуньей. В 2012 году Альменш принимала участие в летних Олимпийских играх 2012 года, представляя Бельгию.